# Euronord
Euronord is een internationale hulptaal die in 1965 is gecreëerd door Adrian J. Pilgrim, taalkundige en deskundige op het gebied van het Manx. Ze is vooral gebaseerd op het Deens, Duits, Engels, Nederlands, Noors en Zweeds en is bedoeld als zonale hulptaal voor Noord-Europa. In die zin is het Euronord verwant aan het Folkspraak en het Tutonish.

## Voorbeelden
De getallen van 1 tot 10: 
ein, tve, tri, fyre, fif, six, zeven, acht, nein, ten.
Het Onze Vader:
De Herrs Bidding
Fader vor, vilk er in de himmel,
geheligat sie din nam.
Komme din koningrik,
goeres din ville op erd als okso in de himmel.
Giv oss ditta dag vor dagliga broed, ond forgiv oss vor skulden,
als vi forgivar vor skuldmannen.
Ond led oss not in forleding,
mar befri oss fram yvel.
(Foer din er de rik, de makt ond de ere in alla evighet.)
Amen.